# Фелледпарк

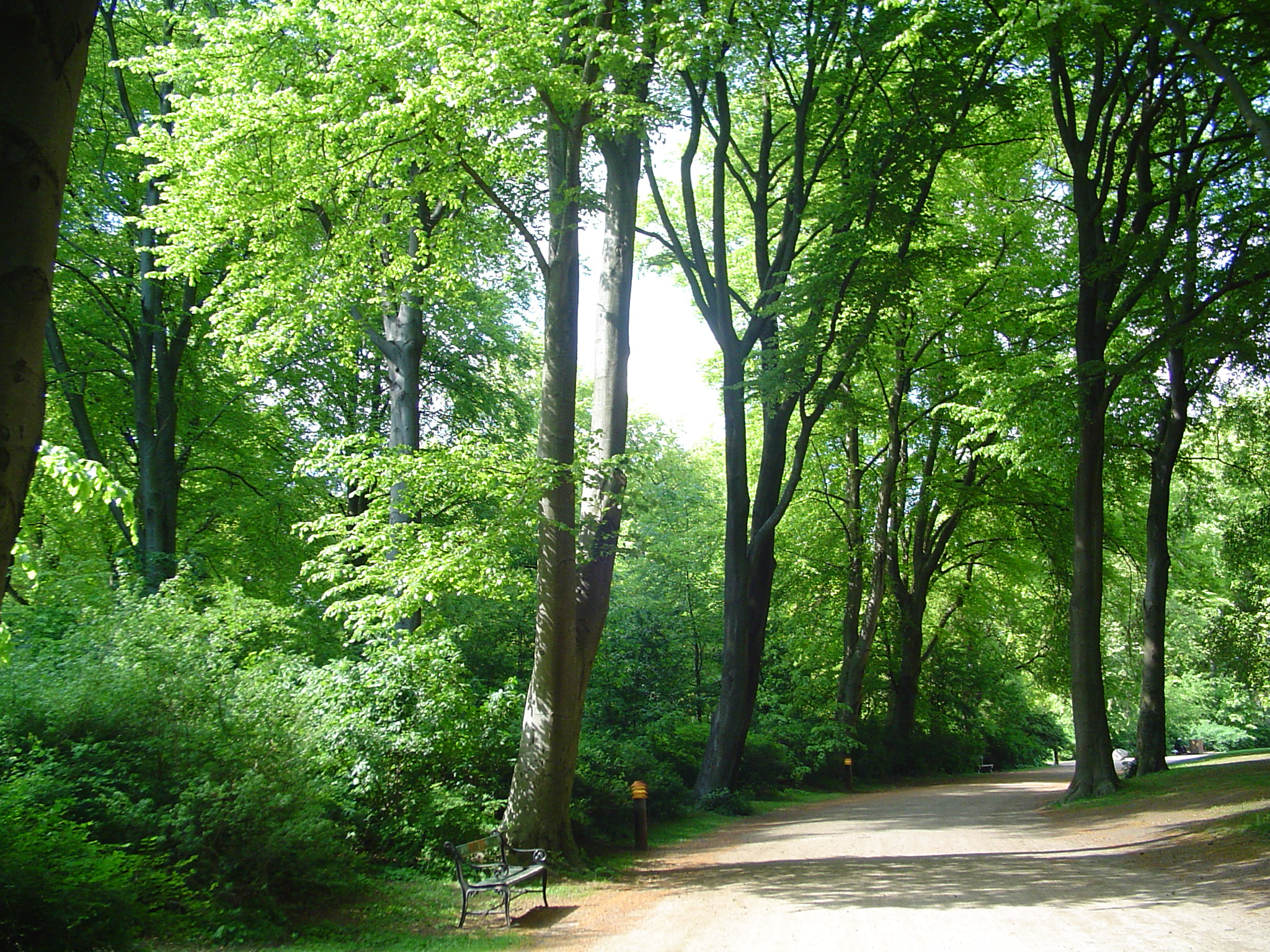
Феледпарк в мае

Фелледпарк (дат. Fælledparken) — парк в центре Копенгагена, заложенный в 1906—1914 гг. ландшафтным архитектором Эдвардом Глеселем (Edvard Glæsel) и инженером О. К. Нобелем (O. K. Nobel) при поддержке администрации города на общественной земле. Бургомистр Йенс Йенсен посадил первое дерево в Фелледпарке 26 апреля 1909 года. Центральная аллея названа в его честь.

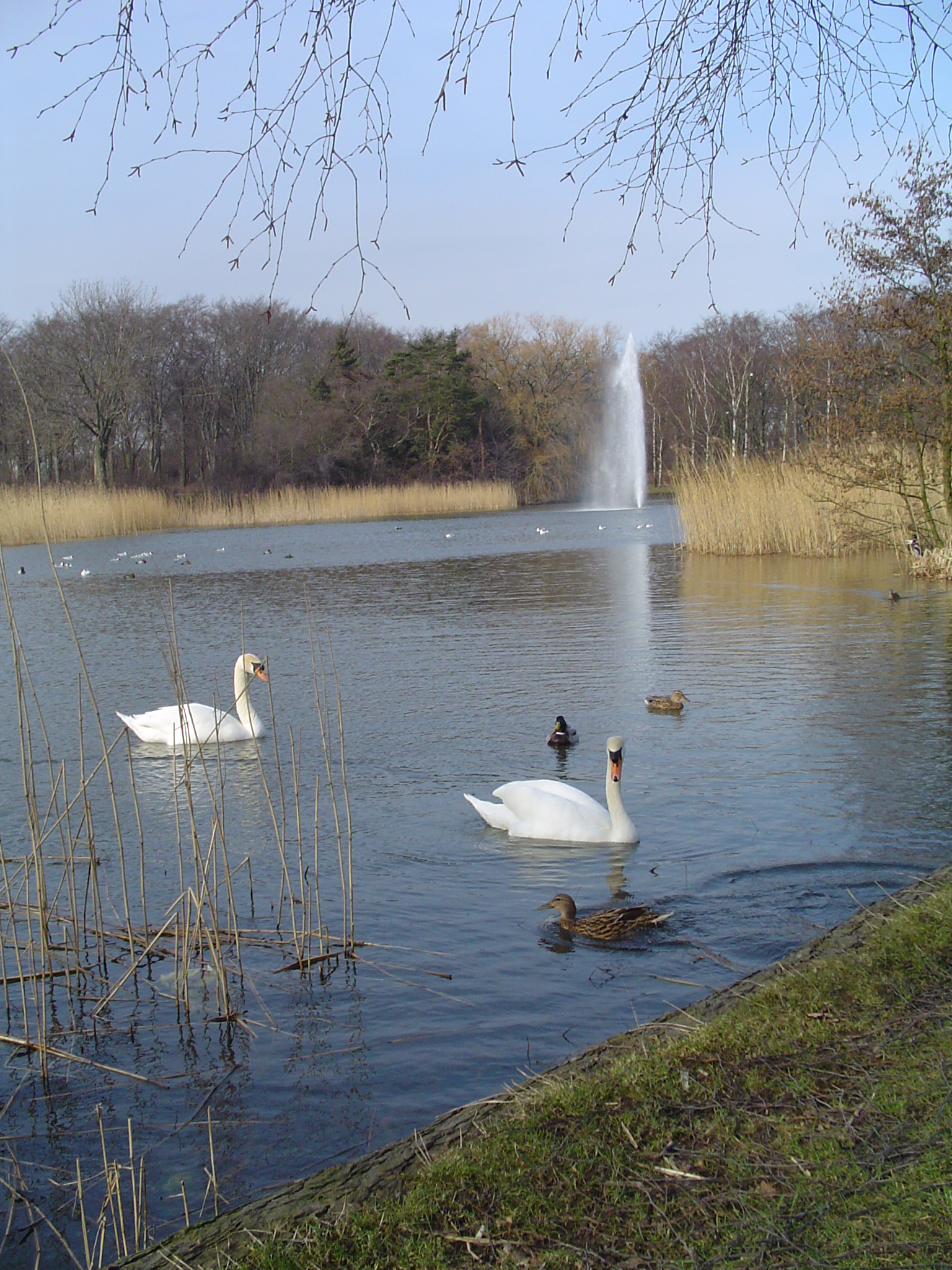
Озеро в парке

В Фелледпарке проводятся многочисленные концерты и фестивали, Копенгагенский карнавал, гонка на исторических автомобилях, первомайские демонстрации. На нескольких футбольных полях проходят тренировки городских футбольных клубов.
До постройки на крыше соседней с парком больницы Rigshospitalet вертолётной площадки в 2007 году Фелледпарк использовался для посадки вертолётов Датских вооружённых сил, доставлявших пациентов в госпиталь.
Возле парка находятся стадионы Паркен и Эстербро, Фармацевтический факультет и Департамент информатики Копенгагенского университета, Институты Эрстеда и Нильса Бора.